# Katinen
Katinen est le 17e quartier d'Hämeenlinna en Finlande,.

## Présentation
Katinen est situé au sud-est du centre-ville sur la rive du lac Katumajärvi. 
Katinen abrite, entre autres, le manoir de Katinen, la maison des ouvriers de Katinen, un terrain de sport et une plage.
La zone d'habitation de Katinen, est située à la limite nord du quartier. 
Katinen est traversée par la route nationale 10.